# Trioncinia
Trioncinia là một chi thực vật có hoa trong họ Cúc (Asteraceae).

## Loài
Chi Trioncinia gồm các loài: